# ケタゾラム
ケタゾラム（英：Ketazolam、商品名：Anseren、Ansieten、Ansietil、Marcen、Sedatival、Sedotime、Solatran、Unakalm）はベンゾジアゼピン誘導体である薬物である。抗不安薬、抗てんかん薬、鎮静薬、骨格筋弛緩薬としての作用がある。

## 医療用途
不安への治療に使用され、ジアゼパムと同様の効果がある。ケタゾラムはまた、ジアゼパムに比べて鎮静などの副作用が少なく、副作用が出ても軽い傾向がある。ケタゾラムはまた、効果的な鎮痙薬であり、痙縮の治療に使用される。

## 可用性
ケタゾラムはノルウェー、オーストラリア、イギリス、アメリカ合衆国では販売が承認されていない。南アフリカ共和国では、グラクソ・スミスクラインがSolatranという商品名でケタゾラムを販売している。カナダではケタゾラムは他のベンゾジアゼピン系薬物とともにthe Controlled Drugs and Substances Actのschedule IVに記載されている。

## 耐性と身体的依存性
ケタゾラムの慢性使用は、他のベンゾジアゼピン系薬剤と同様に、身体的依存を引き起こし、使用中止または減量時にベンゾジアゼピン離脱症候群が出現する可能性がある。ケタゾラムの治療効果に対する耐性は15日間かけて生じる。

## 禁忌と特別な注意
ベンゾジアゼピン系薬物は、高齢者、妊娠中、小児、アルコールまたは薬物依存症者、精神疾患を合併している人に使用する場合は、特別な注意が必要である。薬物動態学
ケタゾラムは血液中でジアゼパムに分解され、ジアゼパムはデモキセパムに分解され、デモキセパムはデスメチルジアゼパムに分解される。

## 警告
アメリカ食品医薬品局はスペインではMarcenとして販売されているケタゾラムが、Narcanと誤って混同されることがあると警告している。

## 法的位置付け
ケタゾラムはドイツにおけるほぼすべてのベンゾジアゼピン系薬物と同様、BetäubungsmittelgesetzのList 3 drugである。オランダのOpium Lawのist II drugsである。アメリカ合衆国のControlled Substances ActのSchedule IV drugである。